# 電撃黒潮隊
『アートネイチャースペシャル・電撃黒潮隊』（アートネイチャースペシャル・でんげきくろしおたい）は、1992年10月から2002年9月までe-JNN（山口県・九州・沖縄県のTBS系列局）8局のブロックネットで放送されていたドキュメンタリー番組。全507回。アートネイチャーの一社提供。

## 概要
番組タイトルには「黒潮を洗う郷土の風土を電撃的な鮮やかさで伝えたい」という若手スタッフたちの思いが託されていた。
放送作品を審査するコンクールがあり、最優秀作品は年末の最終放送（局によっては年始めに放送。2002年には9月に番組が終了することから行わず）でアンコール放送されていた。
後番組は『ムーブ○○○○』で（「○○○○」の中は西暦の年号が入っていた。2008年からタイトルを『JNN九州・沖縄ドキュメント ムーブ』に固定）、同番組はアートネイチャーの一社提供ではなく、複数社によるパーティシペーションで放送されている。

## 放送局
番組開始から1995年9月までは局ごとに放送時間が異なり、それぞれ曜日違いの別時間に放送していたが、1995年10月から2001年9月までは各局ともに土曜夕方に放送。2001年10月から番組終了までは、土曜夕方に放送のRKB毎日放送・大分放送・南日本放送、日曜午前に放送の長崎放送・熊本放送、それ以外の時間帯に放送の局とに分かれていた。

### 1995年10月 - 2001年9月
| 放送対象地域 | 放送局      | 系列    | 放送日時           |
| ------------ | ----------- | ------- | ------------------ |
| 熊本県       | 熊本放送    | TBS系列 | 土曜 16:30 - 17:00 |
| 福岡県       | RKB毎日放送 | TBS系列 | 土曜 17:00 - 17:30 |
| 長崎県       | 長崎放送    | TBS系列 | 土曜 17:00 - 17:30 |
| 大分県       | 大分放送    | TBS系列 | 土曜 17:00 - 17:30 |
| 宮崎県       | 宮崎放送    | TBS系列 | 土曜 17:00 - 17:30 |
| 鹿児島県     | 南日本放送  | TBS系列 | 土曜 17:00 - 17:30 |
| 沖縄県       | 琉球放送    | TBS系列 | 土曜 17:00 - 17:30 |
| 山口県       | テレビ山口  | TBS系列 | 土曜 18:00 - 18:30 |

### 2001年10月 - 2002年9月
| 放送対象地域 | 放送局      | 系列    | 放送日時           |
| ------------ | ----------- | ------- | ------------------ |
| 沖縄県       | 琉球放送    | TBS系列 | 土曜 10:30 - 11:00 |
| 福岡県       | RKB毎日放送 | TBS系列 | 土曜 17:00 - 17:30 |
| 大分県       | 大分放送    | TBS系列 | 土曜 17:00 - 17:30 |
| 鹿児島県     | 南日本放送  | TBS系列 | 土曜 17:00 - 17:30 |
| 長崎県       | 長崎放送    | TBS系列 | 日曜 10:45 - 11:15 |
| 熊本県       | 熊本放送    | TBS系列 | 日曜 10:45 - 11:15 |
| 山口県       | テレビ山口  | TBS系列 | 月曜 25:30 - 26:00 |
| 宮崎県       | 宮崎放送    | TBS系列 | 火曜 24:30 - 25:00 |

## 書籍
福岡市の「図書出版石風社」より、本番組の取材記をまとめた書籍2巻が出版されている。著・編：電撃黒潮隊編集部。
1. 電撃黒潮隊 1992-1995 （ISBN 4-88344-019-2 （1996年刊））
2. 電撃黒潮隊・挑戦編 1996-1998 （ISBN 4-88344-054-0 （1999年刊））